# Asterophoma
Asterophoma — рід грибів родини Mycocaliciaceae. Назва вперше опублікована 1981 року.

## Класифікація
До роду Asterophoma відносять 1 вид:
- Asterophoma mazaediicola